# Relaciones Estados Unidos-Lesoto
Las relaciones Estados Unidos-Lesoto son las relaciones diplomáticas entre Estados Unidos y Lesoto.

## Historia
Estados Unidos fue uno de los primeros cuatro países en establecer una embajada en Maseru después de que Lesoto obtuvo su independencia de Gran Bretaña en 1966. Desde entonces, Lesoto y los Estados Unidos han mantenido relaciones bilaterales positivas de manera constante. . En 1996, los Estados Unidos cerraron su programa de ayuda bilateral en Lesoto. La oficina regional de África del Sur de los Agencia de los Estados Unidos para el Desarrollo Internacional (USAID) en Gaborone, Botsuana ahora administra la mayor parte de la asistencia de EE. UU. a Lesoto, que totalizó aproximadamente $ 54 millones en Año fiscal 2016. Total de ayuda de EE. UU. para Lesoto es más de $ 73 millones, incluida la asistencia alimentaria humanitaria. El Cuerpo de Paz opera en Lesoto desde 1967. Unos 100 voluntarios del Cuerpo de Paz se concentran en los sectores de agricultura, salud y educación. El Gobierno de Lesoto fomenta una mayor participación estadounidense en la vida comercial y agradece el interés de posibles inversionistas y proveedores estadounidenses. En julio de 2007, el Gobierno de Lesoto firmó un acuerdo con Millennium Challenge Corporation para proporcionar $ 362.5 millones en apoyo para desarrollar el sector de agua de Lesoto, la salud infraestructura y el sector privado. El acuerdo finalizó en septiembre de 2013, con aproximadamente 1 millón de personas esperando beneficiarse de sus inversiones.
Los principales funcionarios de los Estados Unidos incluyen:
- Embajador - Rebecca Gonzales[4]
- Jefe Adjunto de Misión - Daniel Katz[5]